# Alonso Ruiz de Valdivia
Alonso Ruiz de Valdivia fue un noble Español que ostentó el título de Señor de Valdivia creado por Alfonso XI en el siglo XIV.
Se casó con Leonor de Guzmán y Bazán, hija de Ramiro Núñez de Guzmán, Señor de Guzmán, Aviados y Boñar, ricohombre de Castilla, descendiente directo de Ordoño I de Asturias,  se casó con de Elvira de Bazán, de la casa de Bazán, Señora de Toral Marquesado de Toral.

## Ascendencia
Don Alonso desciende de la nobilísima Casa de Valdivia.

## Escudo de armas
El escudo de armas es: En gules, un aspa, de oro, cargada de cinco lises, de azur. En algunos escudos heráldicos consta el siguiente lema: «La muerte menos temida, da mas vida».
- Datos: Q5670233